# Аксібі
Аксібі (ісп. Acsibi), також відома як Долина печер (ісп. Valle de las Cuevas) — географічний об'єкт, що знаходиться в 15 км від містечка Секлантас в долині Кальчакі, в провінції Сальта, північна Аргентина.

## Опис
Назва Аксібі, яка означає «місце вогню» індіанською мовою какан, пояснюється його інтенсивними червоними кольорами та великою кількістю променів, які освітлюють місце під час бур. Тут було знайдено стародавні труби, виготовлені з дуже тонкої кераміки, які свідчать про те, що місцеві індіанські племена, січі та малькачіско, проводили тут свої обряди.

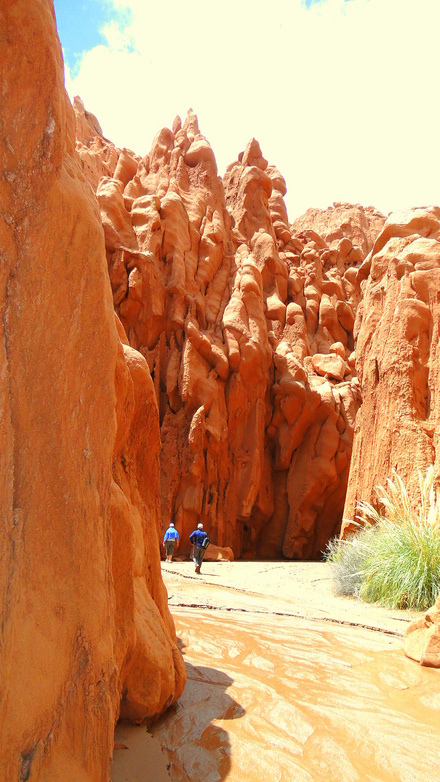
Дорога до печер

Долина, наділена унікальною геоморфологією та великим розмаїттям кольорів, що переходять від сірого до насиченого червоного, також має велику археологічну цінність. Вона входила до складу Дороги Інків. Тут знайдено наскельні малюнки і незвичайного вигляду природні утворення з пісковиків (схожі на розплавлену свічку).
Цей великий природний каньйон є популярним, хоча і важким туристичним маршрутом, де стінки ярів змінюють форму, стаючи дедалі вужчими, утворюючи тунелі та печери.
Басейн Молінос, який завдяки своєму постійному потоку водоносних горизонтів створює смугу родючих ґрунтів у крутому та посушливому ландшафті, використовувався в доіспанську епоху племенем Малькачіско, яке, згідно з дослідженнями, населяло місцевість від 700 р. до н. е. до 1500 р. н. е.
З наявних у місцевості природних матеріалів місцеві індіанці виготовляли гончарні вироби, наконечники стріл тощо. Громади, які населяли долину протягом останніх століть до вторгнення іспанців, розробили складну соціальну, політичну та економічну організацію. Плем'я Кальчакі, на честь якого названо долину, було одним із тих, хто керував повстанням 1630 року проти іспанських загарбників.
На сьогоднішній день тут мешкають дикі тварини: пуми, лами та кондори, яких досить легко помітити.
Доступ до печер не є простим, оскільки до місця немає зведеного маршруту чи дороги.
Пішки, на конях або за допомогою відповідного транспортного засобу сюди можна дістатися через сухе русло річки Монтеньєва до гирла каньйону, де знаходяться великі кам'яні стіни. Подолавши бар'єр, турист опиняється у червонуватій долині, де бачить стіни з пісковика та скелі насичених тонів (забарвленням дуже схожих на те, що можна уявити на Марсі).